# (29560) 1998 DE9
1998 دي إي 9 (ويعرف أيضًا باسم (29560) 1998 دي إي 9 وفق تسمية الكوكب الصغير) (بالإنجليزية: 1998 DE9)‏ هو كويكب ضمن حزام الكويكبات؛ وترتيبه 29560 من حيث الاكتشاف.
اكتُشف هذا الجُرم الفلكي بواسطة تعقب الأجرام القريبة من الأرض في 22 فبراير 1998.

## وصلات خارجية
- (29560) 1998 DE9 في قاعدة بيانات مختبر الدفع النفاث لأجرام النظام الشمسي الصغيرة

- الاكتشاف · مخطط المدار ·  العناصر المدارية · المعلمات المادية

- (29560) 1998 DE9 على موقع ويكي سكاي: DSS2, SDSS, GALEX, IRAS, Hydrogen α, X-Ray, Astrophoto, Sky Map, Articles and images